# سیارک ۵۷۴۲۴
سیارک ۵۷۴۲۴ (به انگلیسی: 57424 Caelumnoctu، نامگذاری:2001SP22) پنجاه و هفت هزار و چهارصد و بیست و چهارمین سیارک کشف شده‌است که در ۱۶ سپتامبر ۲۰۰۱ کشف شد.